# Rodrigo Gil de Hontañón

Colegio San Ildefonso der historischen Universität von Alcalá (errichtet 1543)

Rodrigo Gil de Hontañón (* 1500 in Rascafría; † 1577 in Segovia) war ein spanischer Architekt der Renaissance.
Rodrigo stammte aus einer  Architektenfamilie und war der Sohn von Juan Gil de Hontañón sowie Bruder von Juan Gil de Hontañón dem Jüngeren.
Nach dem Tod seines Vaters wurde er dessen Nachfolger als Baumeister an der Kathedrale von Segovia (1526). Auch mit dem Baufortschritt  der Kathedrale von Astorga wird er in Verbindung gebracht.
Er war einer der angesehensten und meist beschäftigten Architekten Spanien.

## Werke
- St. Jakob (Kirche), Medina de Rioseco (1533- )
- Fassade der Iglesia de Santiago Apóstol in Cigales (um 1535)
- Baumeister an Kathedrale von Salamanca (1538)
- Casa de la Salina, Salamanca (1538)
- Palais Monterrey, Salamanca (1539)
- Fassade des Colegio Mayor de San Ildefonso in Alcalá de Henares (1543–1553)
- Convento de las Bernardas (Kloster der Zisterzienserinnen) (Salamanca) (1552)
- Palais Guzmanes, León (1559–1566)